# Kołaczkowo (przystanek kolejowy)
Kołaczkowo – przystanek kolejowy we wsi Kołaczkowo, w powiecie nakielskim w woj. kujawsko-pomorskim, w Polsce.